# Olga Samková
Olga Samková (10 de diciembre de 2005) es una deportista checa que compite en piragüismo en la modalidad de eslalon. Ganó una medalla de bronce en el Campeonato Europeo de Piragüismo en Eslalon de 2025, en la prueba de K1 cross.

## Palmarés internacional
| Campeonato Europeo | Campeonato Europeo         | Campeonato Europeo | Campeonato Europeo |
| Año                | Lugar                      | Medalla            | Competición        |
| ------------------ | -------------------------- | ------------------ | ------------------ |
| 2025               | Vaires-sur-Marne (Francia) | Medalla de bronce  | K1 cross           |